# Los cuatro robinsones
Los cuatro robinsones es una película española dirigida por Eduardo García Maroto en 1939. Está basada en la obra dramática de 1917 escrita por Pedro Muñoz Seca en colaboración con Enrique García Álvarez.

## Reparto
| - Luis Bellido Falcón - Francisco Blanco - José Calle - Leonor Fábregas - Pepe Gallego | - Manuel González - Emilio Gutiérrez - María Lacalle - Fernando Rey - Olvido Rodríguez | - Alberto Romea - Mary Santpere - Blanca Suárez - Cándida Suárez - Antonio Vico |

## Argumento
Cuatro amigos mienten a sus esposas diciéndoles que embarcan con rumbo a las islas Columbretes, cuando en realidad van a un cortijo andaluz de juerga. 
La casualidad hace que el barco en que supuestamente viajaban tenga un accidente y se hunda. Entonces tendrán que simular un falso naufragio con la ayuda del secretario de uno de ellos.
Pero el secretario no dará cuenta de ello, y quedarán como auténticos náufragos.

## Otros datos
Esta comedia de Pedro Muñoz Seca ya había sido llevada con anterioridad a la gran pantalla en 1926 por Reinhardt Blothner en versión muda.
La actriz Mary Santpere fue informada en mitad del rodaje del fallecimiento de su padre, José Santpere Pey.
La película se estrenó el 4 de diciembre de 1939 en el Cine Cataluña de Barcelona.